# Tolida
Tolida is een geslacht van kevers uit de familie spartelkevers (Mordellidae).
Het geslacht is voor het eerst wetenschappelijk beschreven in 1856 door Mulsant.

## Soorten
Het geslacht omvat de volgende soort:
- Tolida artemisiae Mulsant, 1856